# 斯捷潘尼夫卡 (敖德萨区)
46°46′44″N 30°53′54″E / 46.77889°N 30.89833°E
斯捷潘尼夫卡（烏克蘭語：Степанівка）是位於烏克蘭西南部的村莊，由敖德萨州敖德萨区的維濟爾卡市鎮負責管轄。該村始建於1830年，面積0.26平方公里，海拔高度25米，2001年人口38，人口密度每平方公里146.15人。